# Mantra (Ritmo Tribale)
Mantra è il quinto album del gruppo italiano Ritmo Tribale, pubblicato nel 1994.

## Il disco
Il disco è il primo del gruppo ad uscire sotto contratto major grazie a Elvis Galimberti, che ha portato i Ritmo Tribale in PolyGram ed è stato registrato al Jungle Sound Studio e mixato ai Logic Studios.
Nel disco è presente una cover del brano Il cielo è sempre più blu di Rino Gaetano riarrangiata in chiave rock.
La copertina è ispirata alla copertina del numero dell'11 novembre 1993 di Rolling Stone ritraente i Blind Melon.

## Tracce
1. Intro
2. L'assoluto
3. Madonna
4. Sogna
5. Hanno tradito
6. Sire
7. Mia religione
8. Antimateria
9. Ti detesto
10. Amara
11. Buonanotte
12. La verità
13. Il cielo è sempre più blu
14. Il male
15. Outro

## Formazione
- Stefano "Edda" Rampoldi - voce
- Andrea Scaglia - chitarra, cori, voce in Hanno tradito
- Fabrizio Rioda - chitarra ritmica, cori
- Andrea "Briegel" Filipazzi - basso
- Luca "Talia" Accardi - tastiere
- Alex Marcheschi - batteria

### Altri musicisti
- Giuliano Palma - cori in Sogna
- Daniele Moretto - tromba in Sire
- Michele Monestiroli - sassofono in Sire

### Crediti
- Gigi Macchiaizzano - missaggio
- Cesare Medri, Sebastiano Uguccioni - fotografia
- Andrea Scaglia, Fabrizio Rioda - produzione
- Fabio Magistrali, Gigi Macchiaizzano - registrazione